# 喬氏秘隱䲁
喬氏秘隱䲁（學名：Cryptichthys jojettae），為輻鰭魚綱䲁形目三鰭䲁科[秘隱䲁屬]]的一個種，種名是為了紀念紐西蘭國家博物館的前工作人員喬傑特·德羅斯特（Jojette Drost），分布於西南太平洋紐西蘭海域，為特有種，深度0至12公尺，本魚體延長呈圓柱形，頭部和身體呈紅色至紅棕色，帶有粉紅色斑點，顯眼的柱狀和拱形紋延伸到腹部，魚鰭主要以粉紅色和紅色為主，背鰭硬棘18-21枚、背鰭軟條9-11枚、臀鰭硬棘0枚、臀鰭軟條20-22枚，體長可達6公分，棲息在岩礁區的潮池，雌魚產附著性卵在藻類築的巢，雄魚會守護卵，幼魚為浮游性，生活習性不明。